# Glaphyra plavilstshikovi
Glaphyra plavilstshikovi là một loài bọ cánh cứng trong họ Cerambycidae.